# Renata Michalczyk
Renata Michalczyk (ur. w Nowym Sączu) – polska artystka fotograf, uhonorowana tytułem Artiste FIAP (AFIAP). Członkini i Artystka Fotoklubu Rzeczypospolitej Polskiej Stowarzyszenia Twórców (AFRP). Członkini i wiceprezes Zarządu Krynickiego Towarzystwa Fotograficznego.

## Życiorys
Renata Michalczyk absolwentka nowosądeckiego Studium Reklamy i Technik Multimedialnych, związana z małopolskim środowiskiem fotograficznym – mieszka i tworzy w Chełmcu. Fotografuje od 2004 roku – wówczas została przyjęta w poczet członków rzeczywistych Krynickiego Towarzystwa Fotograficznego. Miejsce szczególne w jej twórczości zajmuje fotografia architektury, fotografia pejzażowa – w dużej części poświęcona Sądecczyźnie. 
Renata Michalczyk jest autorką i współautorką wielu wystaw fotograficznych w Polsce i za granicą; indywidualnych i zbiorowych, poplenerowych oraz pokonkursowych. Bierze aktywny udział w Międzynarodowych Salonach Fotograficznych, organizowanych (między innymi) pod patronatem FIAP, zdobywając wiele akceptacji, medali, nagród, wyróżnień, dyplomów, listów gratulacyjnych (m.in. I miejsce w konkursie Muzeum Okręgowego Zderzenie i przenikanie kultur – 2012, I miejsce w konkursie Nowy Sącz w obiektywie – 2016, I miejsce  w konkursie Skarby Małopolski – 2018, I miejsce w konkursie Stary Sącz – kreatywnie – 2018, Brązowy Medal w 4. Spring Fotosalon Bardaf – Słowacja 2017). W 2019 roku została przyjęta w poczet członków Fotoklubu Rzeczypospolitej Polskiej Stowarzyszenia Twórców (legitymacja nr 449). Pokłosiem udziału w Międzynarodowych Salonach Fotograficznych (pod patronatem FIAP) było przyznanie Renacie Michalczyk w 2018 roku, tytułu honorowego Artiste FIAP (AFIAP) – przez Międzynarodową Federację Sztuki Fotograficznej FIAP, z siedzibą w Luksemburgu. 
Publikowała swoje fotografie w prasie (m.in. Sądeczanin, Gazeta Krakowska, Dziennik Polski). Za pracę na rzecz fotografii oraz fotograficzną twórczość artystyczną w 2013 roku została uhonorowana Srebrnym Jabłkiem Sadeckim oraz w 2018 roku Złotym Jabłkiem Sądeckim – odznaką przyznawaną przez starostę nowosądeckiego, za zasługi dla Sądecczyzny. W 2025 w uznaniu artystycznego dorobku, tworzenia i upowszechnianie sztuki fotograficznej otrzymała odznakę honorowa „Zasłużony dla Kultury Polskiej”.

## Odznaczenia (nagrody)
- Srebrne Jabłko Sądeckie (2013)[7]
- Złote Jabłko Sądeckie (2018)[6]
- Medal „Za Fotograficzną Twórczość” (2023)[15]
- Odznaka honorowa „Zasłużony dla Kultury Polskiej” (2025)[14]

Źródło.

## Wystawy indywidualne
- Drzwi świata – Pijalnia Główna w Krynicy Zdroju (2021)[16]
- Cabo Verde – Miejska Biblioteka Publiczna w Limanowej (2022)[17]
- Ulotność – Gminna Biblioteka Publiczna w Chełmcu (2023)[18]
- Pewnego dnia – Mała Galeria ZA LWAMI w Piwnicznej-Zdroju (2023)[19]